# جان سفورد فیسک
جان سفورد فیسک (انگلیسی: John Safford Fiske؛ ‏ ۱۸ ژانویهٔ ۱۸۳۸ – ۱۱ ژوئن ۱۹۰۷) کنسول ایالات متحده آمریکا در لیث اسکاتلند بود که درگیر یک رسوایی جنسی شد و بنابراین مجبور به استعفا و ترک سِمَت خود شد.
وی دانش‌آموختهٔ کالج ییل بود و از ۱۸۶۳ تا ۱۸۶۴ به عنوان دستیار منشی در آلبانی برای مجلس سنای ایالت نیویورک کار کرد. در سال ۱۸۶۵ او یک معلم خصوصی در نزدیکی شهر نیویورک بود. سرانجام در اکتبر ۱۸۶۷ توسط رئیس‌جمهور اندرو جانسون به عنوان کنسول ایالات متحده آمریکا در لیث معرفی شد.
او یکی از طرفین درگیر رسوایی بولتون و پارک بود و گویا رابطهٔ نامشروعی با بولتون داشت. وی را در سال ۱۸۷۰ در لندن دستگیر کردند و به «توطئه برای ارتکاب لواط» متهم کردند. او از مقام کنسولی استعفا داد تا پای کشورش به ماجرا کشیده نشود، اما همچنان بر بی‌گناهی خود اصرار داشت. در سال ۱۸۷۱، فیسک تبرئه شد، زیرا هیچ مدرکی در مورد اتهام‌های مطرح‌شده علیه او به‌دست نیامد.